# Pomatoschistus bathi
Pomatoschistus bathi è un pesce osseo marino della famiglia Gobiidae.

## Distribuzione e habitat
È una specie endemica del mar Mediterraneo, è stato ritrovato nel Golfo del Leone, in Corsica, in mar Tirreno, in mar Adriatico, nel mar Egeo e nel mar di Marmara. 

Vive in mare, su fondi sabbiosi.

## Descrizione
Minuscolo (max 3 cm) con coda rotonda e testa piccola e molto appuntita. Livrea caratteristica, color sabbia con 6 macchie nere sui fianchi e molte macchiette bianche. Spesso 5 macchie a sella chiare sul dorso.

## Biologia
Nuota spesso staccato dal fondo. Gregario.

## Collegamenti esterni

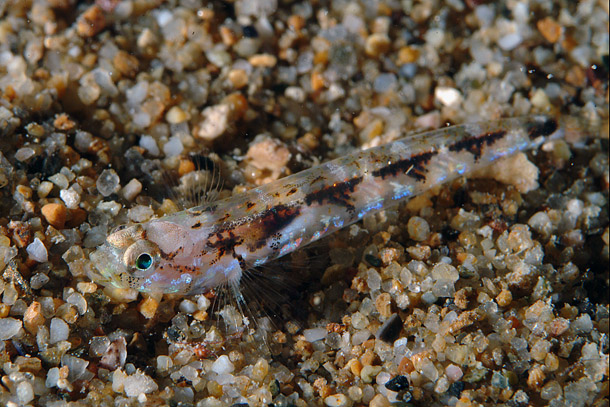